# Geronay Whitebooi
Geronay Whitebooi (2 de enero de 1996) es una deportista sudafricana que compite en judo.
Ganó dos medallas en los Juegos Panafricanos, en los años 2019 y 2023, y cinco medallas en el Campeonato Africano de Judo entre los años 2018 y 2023.

## Palmarés internacional
| Juegos Panafricanos | Juegos Panafricanos         | Juegos Panafricanos | Juegos Panafricanos |
| Año                 | Lugar                       | Medalla             | Categoría           |
| ------------------- | --------------------------- | ------------------- | ------------------- |
| 2019                | Rabat (Marruecos)           | Medalla de plata    | –48 kg              |
| 2023                | Acra (Ghana)                | Medalla de bronce   | –48 kg              |
| Campeonato Africano |                             |                     |                     |
| Año                 | Lugar                       | Medalla             | Categoría           |
| 2018                | Túnez (Túnez)               | Medalla de bronce   | –48 kg              |
| 2019                | Ciudad del Cabo (Sudáfrica) | Medalla de oro      | –48 kg              |
| 2020                | Antananarivo (Madagascar)   | Medalla de oro      | –48 kg              |
| 2022                | Orán (Argelia)              | Medalla de bronce   | –48 kg              |
| 2023                | Casablanca (Marruecos)      | Medalla de bronce   | –48 kg              |